# Biaguê Na N’Tan
Biaguê Na N’Tan (Finete, 12 de junho de 1950) é um militar guineense ,  chefe do Estado Maior das Forças Armadas da Guiné-Bissau desde 2014.

## Biografia
Filho de Clusse Na N’Tan e de Insanhe Na Camine.
O tenente-general Biaguê Na N’Tan incorporou-se nas Forças Armadas Revolucionárias do Povo (FARP) a 20 de Julho de 1963.

Formação acadêmica e profissional
Frequentou o Curso de Comando Tático-Operacional na República Socialista de Cuba. Frequentou o Curso de Comando Tático-Operacional pela Escola Superior Militar Unificada de Odessa, na Ex- URSS. Frequentou o Curso de Comando Tático-Operacional pela Academia Superior de Frunze, na Ex- URSS.

## Carreira militar
1997 – 1998 - Coordenador da Equipa de asseguramento e membro da Comissão de Troca de dinheiro e entrada da Guiné-Bissau na Zona Monetária Oeste Africana, BCEAO.
2002 – Chefe Adjunto do Departamento de Operações do Comando Geral da Guarda-Fiscal.
2003 - 2004 – Chefe do Departamento de Operações da Guarda-Fiscal, atual BAF (Brigada de Ação Fiscal).
2004 – 2005 – Chefe do Estado-Maior da Guarda Fiscal.
2006 - 2012 – Comandante-Geral da Guarda Fiscal (Brigada de Ação Fiscal) na Direção Geral das Alfândegas.
2012 - 2014 – Vice-Chefe do Estado-Maior do Exército.
2014 - Coordenador da Comissão Central de Recolha de receita no Erário Público, de forma a assegurar a transição no País.
2014 – Chefe da Casa Militar da Presidência da República (Junho a Setembro)
2014 – presente Chefe do Estado-Maior General das Forças Armada.